# 佐多武彦
佐多 武彦（さた たけひこ、慶応4年2月7日（1868年2月29日） - 昭和18年（1943年）1月16日）は、日本の陸軍軍人。最終階級は陸軍中将。

## 来歴・人物
鹿児島県出身。佐多直隆の三男として生まれる。1892年陸軍士官学校を卒業（陸士第3期）。1918年、陸軍少将昇進、1923年、陸軍中将昇進 待命、同年予備役編入。1923年、勲二等瑞宝章受章。

## 栄典
- 1893年（明治26年）5月10日 - 正八位[1]

## 家族
佐多家は鹿児島士族で、薩摩藩第五代藩主島津継豊の子息　知覧島津家第18代当主島津久峰から分かれた分家である。家格は一所持。祖母の従兄弟は元帥陸軍大将川村景明夫人、弟は大阪医科大学学長の佐多愛彦、息子は海軍大佐の佐多直大。陸軍中将原田義和は娘婿。参議院議員を務めた佐多忠隆は甥（長兄・佐多直正の次男）。